# Khu bảo tồn thiên nhiên Bereketli Garagum
Khu bảo tồn thiên nhiên Bereketli Garagum (tiếng Turkmen: Bereketli Garagum goraghanasy) là khu bảo tồn thiên nhiên (Zapovednik) nằm ở phía nam hoang mạc Karakum, tỉnh Ahal, Turkmenistan. Được thành lập vào năm 2013, nó có diện tích 87.000 hecta với mục đích nhằm cải thiện hơn nữa việc bảo vệ và bảo tồn các hệ sinh thái độc đáo và tài nguyên thiên nhiên của hoang mạc Karakum. Khu bảo tồn đã được UNESCO công nhận từ năm 2023 như là một phần của Di sản thế giới Các hoang mạc lạnh giá của Turan.
Tổ chức Sáng kiến Hoang mạc Trung Á đang thực hiện một dự án nhằm mở rộng ranh giới của khu bảo tồn, nhằm cung cấp điều kiện sống tốt hơn cho các loài động vật móng guốc hoang dã di cư ra ngoài khu bảo tồn đến những hồ tưới tiêu.